# Alessandra Martín Mesas
Alessandra Martín Mesas   (Utrecht, 12 de juny de 1983) és una periodista, redactora, reportera i presentadora catalana.

## Biografia
Va néixer als Països Baixos, però va créixer a Barcelona i ha viscut a Madrid, Brussel·les, Buenos Aires i Chicago.
És llicenciada en Periodisme i Humanitats per la Universitat Internacional de Catalunya, té un màster en Periodisme Audiovisual cursat a l'Escola Superior d'Imatge i So de Madrid, un Curs de Presentadors de televisió realitzat a la Facultat de Ciències de la Comunicació de la Universitat Ramon Llull (Blanquerna), i un altre en Interpretació enfront de càmera per l'escola Cinemaroom i el director Pape Pérez.

## Trajectòria professional
Es va iniciar en el món de la televisió amb 19 anys, treballant com a hostessa i copresentadora del programa Cerca de ti de TVE. Va ser cap d'informatius i presentadora de diversos formats a ETV; coordinadora, guionista i reportera a 25 TV; presentadora d'Informatius i programa de denúncia social al Canal Català; reportera en Mi cámara y yo de Telemadrid i Noche 10 de La 10; redactora del programa Els matins de TV3, Summertime de La Sexta i Tal como son de Telemadrid; i presentadora de tres pilots: Cròniques 8, un magazín en directe d'entreteniment i actualitat dirigit per Mediapro per al Grup Godó, En busca de los únicos, format de viatges entorn de personatges extraordinaris dirigit per Europroducciones per a Cuatro i Glamour tv, un docureality de moda dirigit per Ana García-Siñeriz i la revista Glamour per a Nova i una de les presentadores del programa Premier Casino de Telecinco i La Siete.
També va ser corresponsal a Madrid del portal de notícies e-notícies, redactora del departament d'economia de l'agència Europa Press i va treballar en el gabinet de premsa d'un partit polític en el Parlament Europeu.
Quant a comunicació corporativa, va dirigir la campanya integral de llançament d'una marca de roba solidària, dress4hope.com, va entrevistar cantants de rock internacional per a Last Tour International i va coordinar la realització de vídeos per a diferents actes del Col·legi d'Enginyers de Camins de Madrid, l'Associació de la Premsa de Madrid, el Ministeri de Sanitat, Política Social i Igualtat i l'empresa Acceso.
Ha exercit de mestra de cerimònies per a esdeveniments d'empreses i multinacionals com Avnet, IPM, Porsche o la Universitat Oberta de Catalunya.
D'altra banda, ha presentat vídeos tutorials en línia i ha protagonitzat diversos espots publicitaris.
Durant el 2014 va viure a Buenos Aires (l'Argentina), contractada pel grup UNO Medios com a directora de projecte per al llançament d'Argentina Shale, un portal en línia de notícies especialitzat en el sector energies i pel canal de televisió en obert América 2 com a tertuliana política del programa diari anomenat Intratables i Intrusos en el espectáculo, el programa d'espectacles amb més índex d'audiència del país, i com a presentadora de les notícies Internacionals a l'Informatiu d'A24.
El 2015 va estar de pas per Espanya, i va treballar com a tertuliana del programa Amigas y conocidas de TVE, de redactora política a e-notícies i reportera del Trencadís de 8TV.
Resideix a Chicago, on és conductora, directora i productora associada del segment matinal d'Univision Chicago a l'aire durant el xou Despierta América. També ha dirigit dos documentals per a Univision, Rostros del 2017 (primer documental bilingüe de Univision), i Secretos de una Emprendedora, els quals li van valer diversos premis Emmy Midwest el 2018, incloent-hi el de millor direcció i millor documental.